# Northamptonshire County Cricket Club
Le Northamptonshire County Cricket Club, qui représente le comté traditionnel du Northamptonshire, est un des dix-huit clubs anglais majeurs qui participent aux compétitions nationales anglaises. L'équipe première porte le surnom de Northants Steelbacks pour les matchs à nombre limité de séries.

## Palmarès
- County Championship : aucun
- Gillette Cup, NatWest Trophy, C&G Trophy, Friends Provident Trophy (3) : 1976, 1992.